# Łukasz Kaczmarek
Łukasz Kaczmarek (Krotoszyn, 29 de junho de 1994) é um jogador de voleibol polonês que atua na posição de oposto.

## Carreira

### Clube
Kaczmarek atuou pelo SMS Łódź de 2011 a 2013. Durante esse tempo o atleta também jogou voleibol de praia, conquistando o título do Campeonato Mundial Sub-19 de 2011 e o vice em 2012. Atuou na II Liga na temporada 2013–14 pelo TS Victoria PWSZ Wałbrzych. Estreou na PlusLiga pelo Cuprum Lubin na temporada 2015–16.
Em 2018, o oposto foi contratado pelo ZAKSA Kędzierzyn-Koźle.

### Seleção
Kaczmarek estreou na seleção polonesa adulta na Liga Mundial de 2017, terminando na 8ª colocação. Em 2019 conquistou o terceiro lugar da Copa do Mundo e o vice-campeonato da Copa do Mundo.
Em 2021 foi vice-campeão da Liga das Nações após ser derrotado pela seleção brasileira na final. Em sua primeira participação olímpica, ficou na 5ª colocação após perder para a seleção francesa nas quartas de final nos Jogos Olímpicos de Tóquio. Em setembro do mesmo ano conquistou o terceiro lugar do Campeonato Europeu após derrotar a seleção sérvia.
Conquistou o vice-campeonato do Campeonato Mundial de 2022 ao ser derrotado na final pela seleção italiana por 3 sets a 1.
Na final do Campeonato Europeu de 2023, Kaczmarek, junto à seleção polonesa, derrotou a seleção italiana por 3–0, conquistando, dessa forma, o inédito título do Campeonato Europeu de sua carreira.

### Voleibol de praia
Ao lado de Maciej Kosiak, Kaczmarek conquistou o título do Campeonato Mundial Sub-19 de 2011, disputado em Umago, na Croácia. Na edição de 2012, fazendo dupla com Sebastian Kaczmarek, conquistou a medalha de prata ao ser superado pelos compatriotas Michał Bryl e Kacper Kujawiak.

## Títulos
ZAKSA Kędzierzyn-Koźle
- Liga dos Campeões: 2020–21, 2021–22, 2022–23
- Campeonato Polonês: 2018–19, 2021–22
- Copa da Polônia: 2018–19, 2020–21, 2021–22, 2022–23
- Supercopa Polonesa: 2019, 2020, 2023

## Clubes
| Anos      | Clube                      |
| --------- | -------------------------- |
| 2011–2013 | SMS Łódź                   |
| 2013–2015 | TS Victoria PWSZ Wałbrzych |
| 2015–2018 | Cuprum Lubin               |
| 2018–2024 | ZAKSA Kędzierzyn-Koźle     |
| 2024–     | Jastrzębski Węgiel         |

## Prêmios individuais
- 2019: Copa da Polônia – Melhor oposto
- 2019: Supercopa Polonesa – MVP
- 2023: Liga das Nações – Melhor oposto